# Pere Vilanova
Pere Vilanova (Barcelona, 1988) es un músico y un poeta de Barcelona que hasta día de hoy ha publicado 8 trabajos discográficos, 2 libros de poesía y ha tradujo al poeta francés Arthur Rimbaud. Sus discos, a medio camino entre el folk, el pop y el rock han sido producidos por productores como Dani Ferrer (Love of Lesbian) o Pau Romero (Jordi Montáñez, VerdCel). Sus trabajos han sido diseñados e ilustrados por artistas como Paula Bonet, Marta Font, Sergi Solans o la taiwanesa Huan Yu. En 2008, el sencillo de su primer disco Titans fue elegido como una de las mejores canciones en catalán en los Premis Enderrock. Además de escribir sus propias letras, también ha musicalizado a Carles Duarte y Joan Vinyoli, William Shakespeare, Emily Dickinson y William Butler Yeats entre otros. Pere Vilanova canta en catalàn, inglés y francés y ha actuado en España, Bélgica, Francia, Lituania y Asia. En 2016, tras publicar un disco en directo grabado en una librería de Barcelona, es seleccionado como finalista en el Premio Terra i Cultura que da el cantautor Lluís Llach y que año tras año premia la mejor poesía musicalizada en catalán. Tras esta nominación, Vilanova vuelve a entrar en el estudio junto a Albert Palmoar para grabar su 9 discos, el inquietante Meranti, inspirándose en un tifón que afectó la isla de Taiwán. En diciembre de 2016, también publica su tercer libro de poesía, L'oracle del drac. El llibre dels canvis, inspirándose en las profecías del I Ching y cogiendo la cultura asiática como referencia.

## Discografía
- 2016: Meranti (Aviram, Manresa)
- 2016: Directe a la Memòria (Canela Records, Disco en directo, Barcelona)
- 2015: L'Encanteri (KUB Creaciones Musicales, Antología de Joan Vinyoli, Barcelona-Taipéi)
- 2014: Chapitre 7 (la tendresse) (KUB Creaciones Musicales, Barcelona)
- 2014: Les Tres Estacions (Right Here Right Now, DiscMedi/Blau, Barcelona-Gante)
- 2013: The Songs from the Ghent Season (Autoeditado, Barcelona-Gante)
- 2011: Una Magrana d'Astres (Curbet Edicions, Antología de Carles Duarte, Barcelona)
- 2008: All the heavy days are over (Aixopluc Estudis, Barcelona)
- 2008: Titans (Aixopluc Estudis, Barcelona)

## Libros de poemas
- 2018: Lanyu (Adia Edicions, Mallorca)
- 2016: L'oracle del drac. El llibre dels canvis (Editorial Fonoll, Juneda)
- 2014: Korenlei / Les Tres Estacions (Curbet Ediciones, Cataluña-Bélgica)
- 2009: Les Arrels Impossibles (Ploion Editores, Cataluña-Bélgica)

## Traducciones
- 2015: 10 Poemes somiats per a l'infern (Traducciones de Arthur Rimbaud, Col·lección "Bèsties", Edicions Poncianes)